# 中国驻俄罗斯大使馆
中华人民共和国驻俄罗斯联邦大使馆（俄语：Посольство Китайской Народной Республики в Российской Федерации），简称中国驻俄罗斯大使馆，是中华人民共和国驻在俄罗斯联邦的主要外交机构，位于莫斯科拉缅基区友誼大街六号（ул. Дружбы, 6）。

## 机构设置
根据有关规定，中国驻俄罗斯大使馆设置下列机构：

### 内设机构
- 政治新闻处
- 政策研究处
- 经济商务处
- 教育处
- 科技处
- 文化处
- 执法合作处
- 武官处
- 领事侨务处
- 办公室

### 总领事馆
- 中国驻圣彼得堡总领事馆
- 中国驻哈巴罗夫斯克总领事馆
- 中国驻叶卡捷琳堡总领事馆
- 中国驻伊尔库茨克总领事馆
- 中国驻符拉迪沃斯托克总领事馆
- 中国驻喀山总领事馆